# 群馬県道11号前橋玉村線
群馬県道11号前橋玉村線（ぐんまけんどう11ごう まえばしたまむらせん）は、群馬県前橋市と佐波郡玉村町を結ぶ、全長約10キロメートル (km) の県道（主要地方道）である。通称玉村線。

## 概要
起点の前橋市では国道17号と一体となり市街地を縦貫するため交通量が多いが、群馬県道13号前橋長瀞線バイパスと別れた後は一面に広がる田んぼの中を通る。

平成初期までは右左折を1度も経ずに起点から終点まで至ることが出来たが、前橋市六供町地内の土地区画整理事業の進展 および 前橋南インターチェンジに接続する本路線のバイパスや前橋長瀞線バイパスの整備に伴い、経路が変更され計6回の右左折が必要となった

### 路線データ
- 起点：前橋市表町一丁目（国道17号交点〈表町一丁目交差点〉）[注釈 3]
- 終点：佐波郡玉村町大字上福島946番の4[1]（群馬県道24号高崎伊勢崎線交点〈福島橋北交差点〉）

## 歴史
- 1959年（昭和34年）9月18日：群馬県より現・道路法に基づき、前身にあたる県道前橋玉村線（前橋市 - 佐波郡玉村町、整理番号14）が路線認定される[2]。
  - 同日、前身路線にあたる旧・県道前橋玉村線（前橋市 - 佐波郡玉村町、整理番号111）が路線廃止される[3]。
- 1983年（昭和58年）1月17日：群馬県より県道路線認定に関する告示（昭和34年群馬県告示第324号）の一部が改正され、整理番号117から整理番号53となる[4]。
- 1993年（平成5年）5月11日：建設省から、県道前橋玉村線が前橋玉村線として主要地方道に指定される[5]。

## 路線状況

### 重複区間
- 群馬県道27号高崎駒形線（前橋市亀里町 - 前橋市下佐鳥町）

## 地理

### 通過する自治体
- 前橋市
- 佐波郡玉村町

### 交差する道路
- 国道17号（起点）

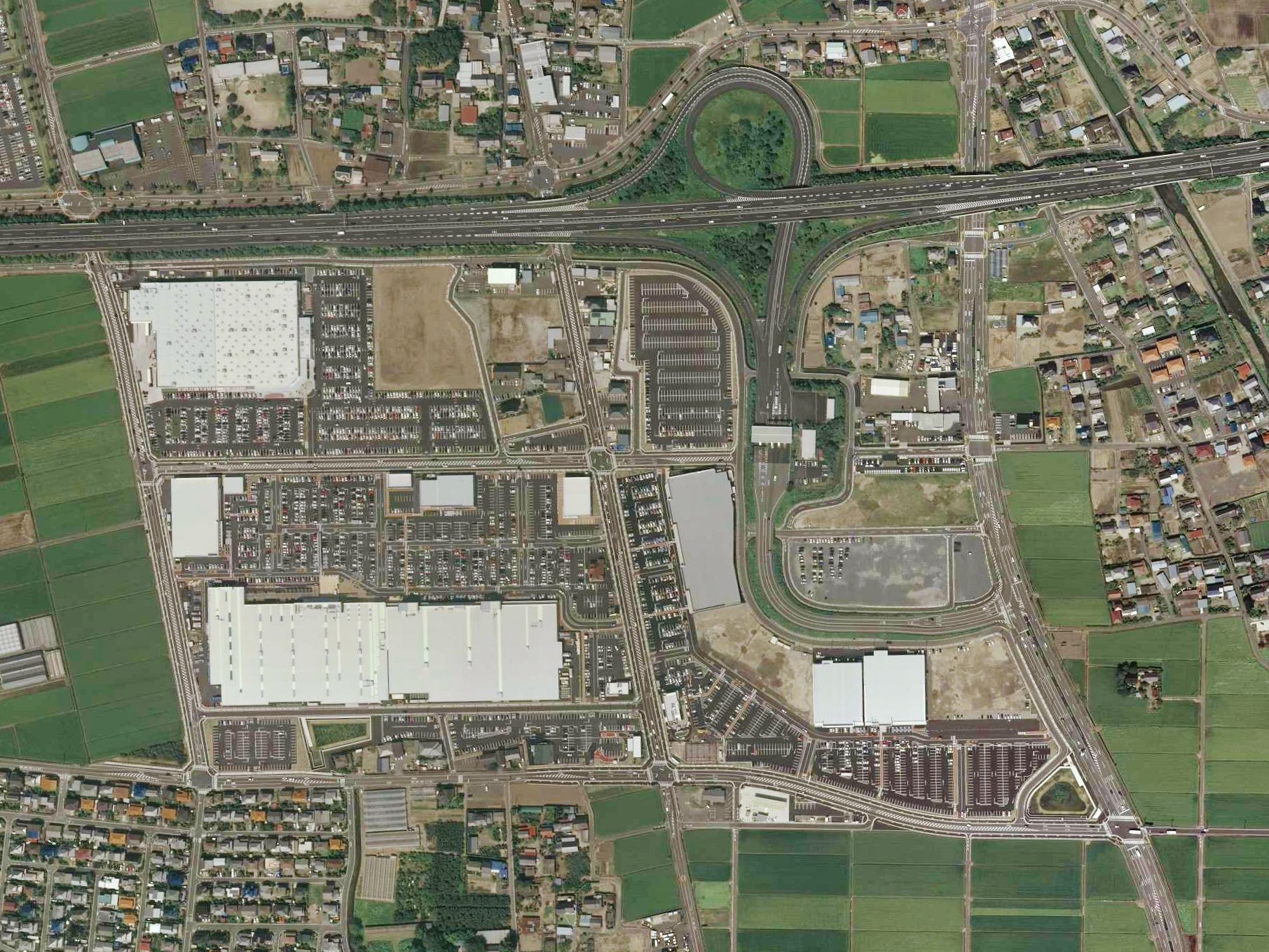
前橋南インターチェンジおよびパワーモール前橋みなみ周辺
（2011年撮影）

- 群馬県道109号石倉前橋停車場線（前橋市表町1、表町西交差点）
- 前橋市道江田天川線（平成大橋通り）（前橋市南町3、交差点名なし）
- 前橋市道南部大橋線（前橋市南町4、生川交差点）
- 群馬県道13号前橋長瀞線 バイパス（前橋市六供町、六供町交差点）
- 群馬県道27号高崎駒形線（前橋市亀里町、亀里町交差点）
- 群馬県道27号高崎駒形線（前橋市下佐鳥町・宮地町、宮地町交差点）
- 北関東自動車道 前橋南インターチェンジ（前橋市下阿内町）
- 群馬県道24号高崎伊勢崎線（終点）